# 예이스크

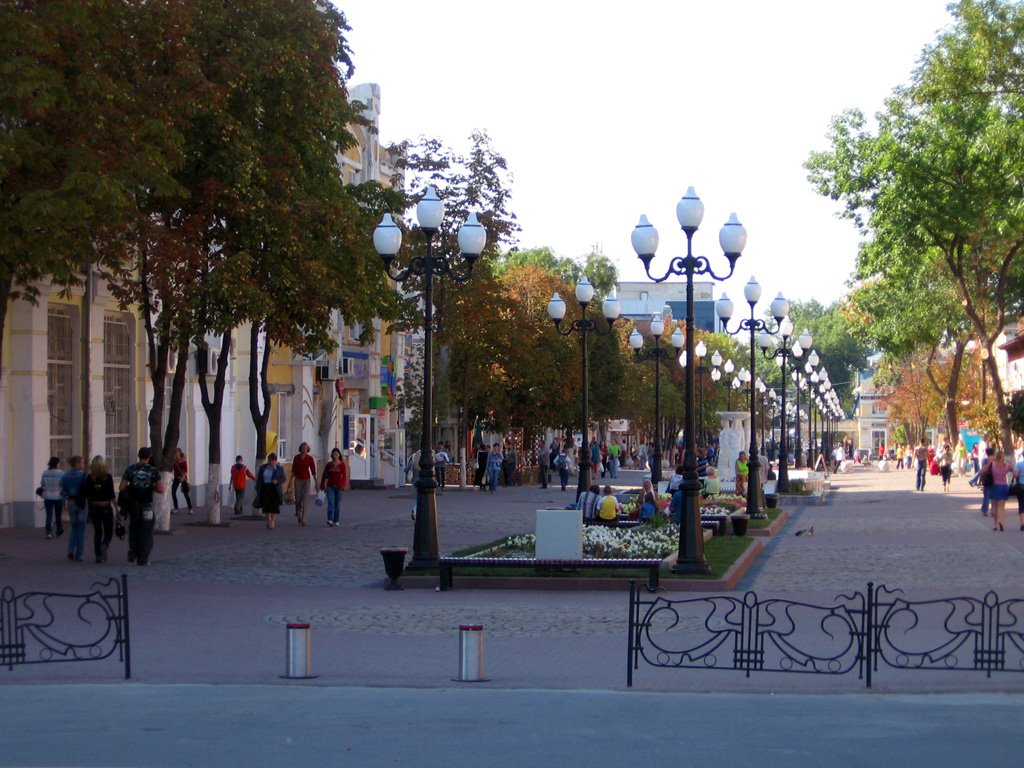

예이스크(러시아어: Ейск)는 크라스노다르 지방 예이스키군의 중심지이다.
아조프해의 만인 타간록스키만에 접해 있고 예야강이 흐르는 지점에 위치해 있다. 크라스노다르에서 북서쪽으로 247 km, 로스토프나도누에서 남서쪽으로 172 km 지점에 위치해 있다.
휴양지이기도 하고 아조프해의 항구이기도 하다. 역과 공항도 위치해 있다.
인구는 8만 6,300명(2003년)이다.
현재 시장은 이반 알렉산드로비치 콘스타노프(Иван Александрович Костанов)이다.

## 인구
| 연도 | 1897년 | 1926년 | 1959년 | 1970년 | 1979년 | 1989년 | 2000년 | 2003년 |
| 인구 | 35.4   | 37.7   | 55.0   | 64.4   | 70.6   | 78.1   | 85.0   | 86.3   |

## 자매 도시
- 벨라루스 바라나비치
- 벨라루스 바리사우